# Stenophorina petiolata
Stenophorina petiolata är en tvåvingeart som beskrevs av Borgmeier 1963. Stenophorina petiolata ingår i släktet Stenophorina och familjen puckelflugor. Inga underarter finns listade i Catalogue of Life.